# 德庆镇 (堆龙德庆区)
德庆镇（藏語：བདེ་ཆེན་），是中华人民共和国西藏自治区拉萨市堆龙德庆区下辖的一个乡镇级行政单位。

## 行政区划
德庆镇下辖以下地区：
顶嘎村、邱桑村、邦村、门堆村、德庆村和昂嘎村。

## 交通
- 109国道